# 스포츠 저널리즘
스포츠 저널리즘(sports journalism), 또는 스포츠 언론은 스포츠 주제 및 대회에 관련한 문제를 보고하는 쓰기의 한 형태이다.
스포츠 저널리즘은 1800년대 초에 사회 엘리트를 대상으로 시작되었으며 스포츠 부문을 전문으로 할당한 신문과 더불어 뉴스 비즈니스의 중요한 부분으로 전환되었다. 스포츠를 다루는 신문은 스포츠 신문으로 부르며, 기간에 따라 스포츠 부문에 대해 다루는 신문의 한 유형이다. 대한민국의 경우 연예계 소식이 포함되는 경우도 존재한다.

## 스포츠 신문의 예
- 일간스포츠
- 마르카 (신문)
- 엘 문도 데포르티보
- As (신문)
- 레이싱 포스트
- 가제타 델로 스포르트
- 레키프
- 스포르트 (스페인의 신문)
- 코리에레 델로 스포르트 - 스타디오
- 스포츠조선
- 스포츠서울
- 스포츠동아
- 스포츠한국
- 스포츠경향
- 스포츠월드
- 무쏘 스포츠
- 닛칸스포츠
- 스포츠호치
- 한국스포츠경제

## 같이 보기
- 미국야구기자협회
- 스포츠 방송
- 저널리즘
- 스포츠 방송 진행자